# La Victoria (distrito de Lima)
O distrito de La Victoria é um dos quarenta e três distritos que formam a Província de Lima, pertencente a Região Lima, na zona central do Peru.
Prefeito: George Forsyth (2019-2022) 

## Transporte
O distrito de La Victoria não é servido pelo sistema de estradas terrestres do Peru, visto ser uma comuna urbana da Área Metropolitana de Lima
Também é servido pelo Metrô de Lima (estações Nicolás Arriola e Gamarra - 28 de Julio em construção)